# Deputy Dawg
Deputy Dawg (Alguacil Canino en Latinoamérica y Alguacil Sabueso en España) es un personaje de dibujos animados de Terrytoons en la serie de Televisión del mismo nombre.

## Historia
La serie de Televisión Deputy Dawg, empezó primero, en la basis de semana, desde 8 de septiembre de 1962 al 25 de mayo de 1963, y no con episodios de 8 de diciembre al 29 de diciembre de 1962, resumiendo en 5 de enero de 1963. La Debut de British TV, entró a BBC TV del sábado, 31 de agosto de 1963. Las caricaturas son entre cuatro y seis minutos de duración, y se envasaron tres a la vez y se muestran como un programa de media hora. El show fue producido por CBS y fue el debut profesional de animación de Ralph Bakshi (como inbetweener) en la fama de Fritz the Cat. También hubo seis títulos adicionales que se estrenó en los cines, para mostrar en los cines y que no eran parte del paquete original de la TV.
El Personaje de Deputy Dawg (un perro) es un ayudante del alguacil en el Estado de Florida, de los Estados Unidos. Como los episodios progresaban, la ubicación cambió a Mississippi, y más tarde a Tennessee. Los otros personajes principales son el  'varmints' Muskie Muskrat, Moley Mole, Possible 'Possum, Ty Coon, Vincent van Gopher, Pig Newton, y el jefe de comisario de Dawg, como Mrs. Deputy. Deputy Dawg fue interpretada por Dayton Allen, un prolífico actor de voz Hollywood que expresaron muchos personajes Terrytoons en televisión y cortos teatrales en los años 1950 y 1960.
La Gran parte de la comedia es vista gag/acción basado con algunos centrado alrededor de acentos cómicos y las características del sur estereotipadas. Muchas de las historias involucran Deputy Dawg proteger sus productos de Muskie y Vince, luchando con algunos de los lugareños peculiares y tratando de complacer al Sheriff. Sin embargo, la mayoría de los crímenes cometidos por Muskie y Vince no fueron tratados en serio, y Deputy Dawg fue en términos amistosos con ellos la mayor parte del tiempo (excepto cuando tuvo que ejercer sus funciones como representante de la ley y evitar que causen problemas). Deputy Dawg que tiene amistad con Muskie y Vince tan a menudo como él encerrarlos en la cárcel, y el trío a menudo participar en su pasatiempo favorito, pescando al pez.
La ubicación central para muchos de los hilos es el Jailhouse.
La dirección musical es de Philip A. Scheib (nació en 14 de abril de 1894 en la Ciudad de Nueva York, murió en abril de 1969) quien también trabajó en Sidney's Family Tree (1958) y The Juggler of Our Lady (1958). El acompañamiento musical a menudo ofrece una armónica distintivo.

## Aparición

### En TerryToons

#### Cortos
- Where There's Smoke (1962)
- Nobody's Ghoul (1962)
- Rebel Trouble (1962)
- Big Chief No Treaty (1963)
- Astronut (1963)
- Shotgun Shambles (1963)

#### Televisión
- Deputy Dawg (Serie Animada de TV - de 1959 al 1972)
- Mighty Mouse: The New Adventures (Serie Animada de TV - de 1987 al 1988)

#### Tiras Cómicas
- New TerryToons (Dell) apareció en 1960
- New TerryToons (Gold Key) apareció en 1962
- Deputy Dawg (Gold Key) apareció en 1965
- Deputy Dawg Presents Dinky Duck and Hashimoto-San (Gold Key) Apareció en 1965
- Mighty Mouse (Dell) apareció en 1966
- Mighty Mouse Adventure Magazine (Spotlight Comics) Apareció en 1987
- Mighty Mouse and Friends Holiday Special (Spotlights Comics) Apareció en 1987
- Mighty Mouse (Marvel Comics) Cameo en 1991.
- Down and Out Dawg Treasury Bonanza (Cheshire Iguana Publications) Apareció en 1993

### Otras Apariciones
- En Sanford and Son (Serie de TV): En el episodio Grady, the Star Boarder (de 1973): Un programa, Fred dice que fue vio en la mañana.

- En CR Terry Toons: Mighty Mouse (Pachinko de 2008): Deputy Dawg aparece en los vídeos del juego como uno de los personajes de Terrytoons.

- En MarzGurl (Web): En el episodio 5 (2013); Ralph Bakshi memorizan con los personajes de terrytoons, incluyendo a Heckle and Jeckle o Deputy Dawg.